# Der treue Johannes
O querido Rolando é um conto de fadas alemão compilado pelos Irmãos Grimm. É o conto número 56 (KHM 56). Uma bruxa pretende matar sua enteada, mas acaba matando a própria filha. A enteada foge com seu "querido Rolando" e, para escaparem à perseguição da bruxa, mudam sucessivamente de forma, como ocorreu também no conto Ave-achado. Enquadra-se nos Tipos 1119 (a bruxa matando seus próprios filhos), 313 (a fuga mágica), 407 (a menina flor) do Sistema Aarne-Thompson-Uther (ATU) de classificação de contos folclóricos.